# Soo (Spanje)
Soo is een plaats in de gemeente Teguise op het Spaanse eiland Lanzarote. Het dorp telt 615 inwoners (2008).

## Verkeer en vervoer
De plaats wordt ontsloten door de LZ-401.